# Kraljevska kobra
Kraljevska kobra (Ophiophagus hannah) je gmaz iz porodice otrovnih guževa. 

## Osnovne značajke
Može narasti do 2 metara i težiti do 9 kilograma.

### Opis i prehrana
Tijelo je ljuskasto. Hrani se većinom drugim zmijama i glodavcima. Rijetko napada ljude.

## Rasprostranjenost
Živi pretežito na području jugoistočne Azije, Indije i južne Kine, Malajskog poluotoka, Indonezije i Filipina. Živi na nadmorskim visina do 2000 metara, najčešće duboko u kišnim šumama i ravnicama,ali je se može naći i u degradiranim šumama i mangrovama, a znaju se okupati i u obližnjim rijekama.